# Sparkasse Unstrut-Hainich
Die Sparkasse Unstrut-Hainich ist eine Sparkasse in Thüringen mit Sitz in Mühlhausen. Sie ist eine Anstalt des öffentlichen Rechts.

## Geschäftsgebiet und Träger
Das Geschäftsgebiet der Sparkasse Unstrut-Hainich umfasst den Unstrut-Hainich-Kreis, welcher auch Träger der Sparkasse ist.

## Geschäftszahlen
Die Sparkasse Unstrut-Hainich wies im Geschäftsjahr 2023 eine Bilanzsumme von 1,544 Mrd. Euro aus und verfügte über Kundeneinlagen von 1,247 Mrd. Euro. Gemäß der Sparkassenrangliste 2023 liegt sie nach Bilanzsumme auf Rang 277. Sie unterhält 20 Filialen/Selbstbedienungsstandorte und beschäftigt 230 Mitarbeiter.

## Sparkassen-Finanzgruppe
Die Sparkasse Unstrut-Hainich ist Teil der Sparkassen-Finanzgruppe und gehört damit auch ihrem Haftungsverbund an. Er sichert den Bestand der Institute und sorgt dafür, dass sie auch im Fall der Insolvenz einzelner Sparkassen alle Verbindlichkeiten erfüllen können. Die Sparkasse vermittelt Bausparverträge der regionalen Landesbausparkasse, offene Investmentfonds der Deka und Versicherungen der SV SparkassenVersicherung. Im Bereich des Leasing arbeitet die Sparkasse Unstrut-Hainich mit der  Deutschen Leasing zusammen. Die Funktion der Sparkassenzentralbank nimmt die Landesbank Hessen-Thüringen wahr.